# マドワーズ
株式会社マドワーズ（英称：MADWORDS）は、テレビ・ラジオ番組、コマーシャル、ビデオ・インターネットソフトを制作するプロダクション企業である。
屋号の「MADWORDS」は、放送作家・高田文夫が命名された。元THE WORKS（渡辺プロダクション系列）・プロデューサー担当の金田武信とスタッフ集団として結集された。

## 会社概要

### 所在地
- 〒107-0052　東京都港区赤坂6-10-45　ヴィラ赤坂310

### 代表者名
- 金田武信

## 主な制作番組

### 現在
レギュラー
- 現在なし

特番・単発
- カスペ!（フジテレビ）
  - お客様は王様かよっ!?

### 過去
レギュラー
- まっ昼ま王!!（テレビ朝日）
  - 電撃!ナベカルチョ
- 快傑熟女!心配ご無用（TBS）
- マダムんむん（TBS）
- ウラまるカフェ（TBS）
- あんグラシリーズ（中京テレビ）
  - あんたにグラッツェ!
  - あんグラ☆NOW!
- 恋のバカヤロー!（TBS）
- 復活の日（TBS）
- 元気の源泉（TBS）

特番・単発
- 金曜テレビの星!（TBS）
  - 料理オンチからの脱出大作戦!
- 史上最強の人生相談スペシャル（TBS）
- 日曜ワイド（テレビ朝日）
  - アッコへの挑戦状
  - 徳光和夫＆高田純次の大江戸遊び人デビュー
  - 高田純次の岡山ミステリーツアー
- スイスペ!（テレビ朝日）
  - お見合い結婚しますSP!
  - バーチャルウエディング!
- スーパーフライデー（TBS）
  - 若手芸人は見た!実録㊙芸能界
- 水トク!（TBS）
  - 史上最強の人間ドック ザ・快傑ドクター
- 恐怖のアポなし訪問者 和田アキ子の今晩泊めろよコノヤロー!